# Райнхарт, Уильям
Уильям Райнхарт (Ринехарт) (англ. William Henry Rinehart; 1825—1874) — американский скульптор.

## Биография

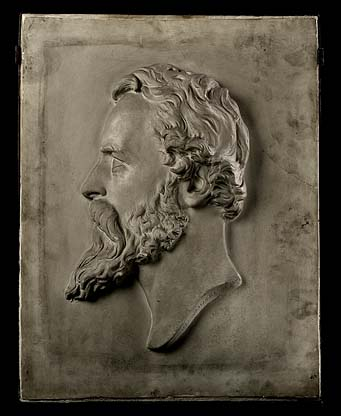
Автопортрет

Родился 13 сентября 1825 года в городе Юнион-Бридж, штат Мэриленд, сын Израиля Райнхарт (1792-1871) и Мэри Снейдер Райнхарт (1797-1865).
До восемнадцати лет учился в местной школе. Затем обучался в школе Baughman and Bevan (ныне Консерватория Пибоди) в Балтиморе, и изучал скульптуру в Колледже искусств Института Мэриленд. В 1855 году Райнхарт отправился для продолжения учебы скульптуре в Италию, где выполнил одну из своих первых работ «Утро и вечер» (англ. Morning and Evening). Вернувшись через два года в США, открыл в Балтиморе собственную студию, где выполнял свои работы. В 1858 году Райнхарт поселился в Риме, где прожил остаток своей жизни, посетив Соединенные Штаты в 1866 и 1872 годах.
Умер 28 октября 1874 года в Риме, Италия. Похоронен в Балтиморе на кладбище Green Mount Cemetery.

## Труды
Уильям Райнхарт был финансово достаточным художником, выполнив множество работ для состоятельных клиентов. У него были американские покровители, которые ездили в Италию для обсуждения с ним своих проектов. Наиболее важным из них был Уильям Уолтерс, основатель балтиморской галереи  Walters Art Gallery (ныне Художественный музей Уолтерса).
Выполненные им скульптуры находятся во многих государственных коллекциях, включая Метрополитен-музей, Национальную галерею искусства, Художественный музей Уолтерса, Бостонский музей изобразительных искусств, Бруклинский музей искусств и другие.

Некоторые работы
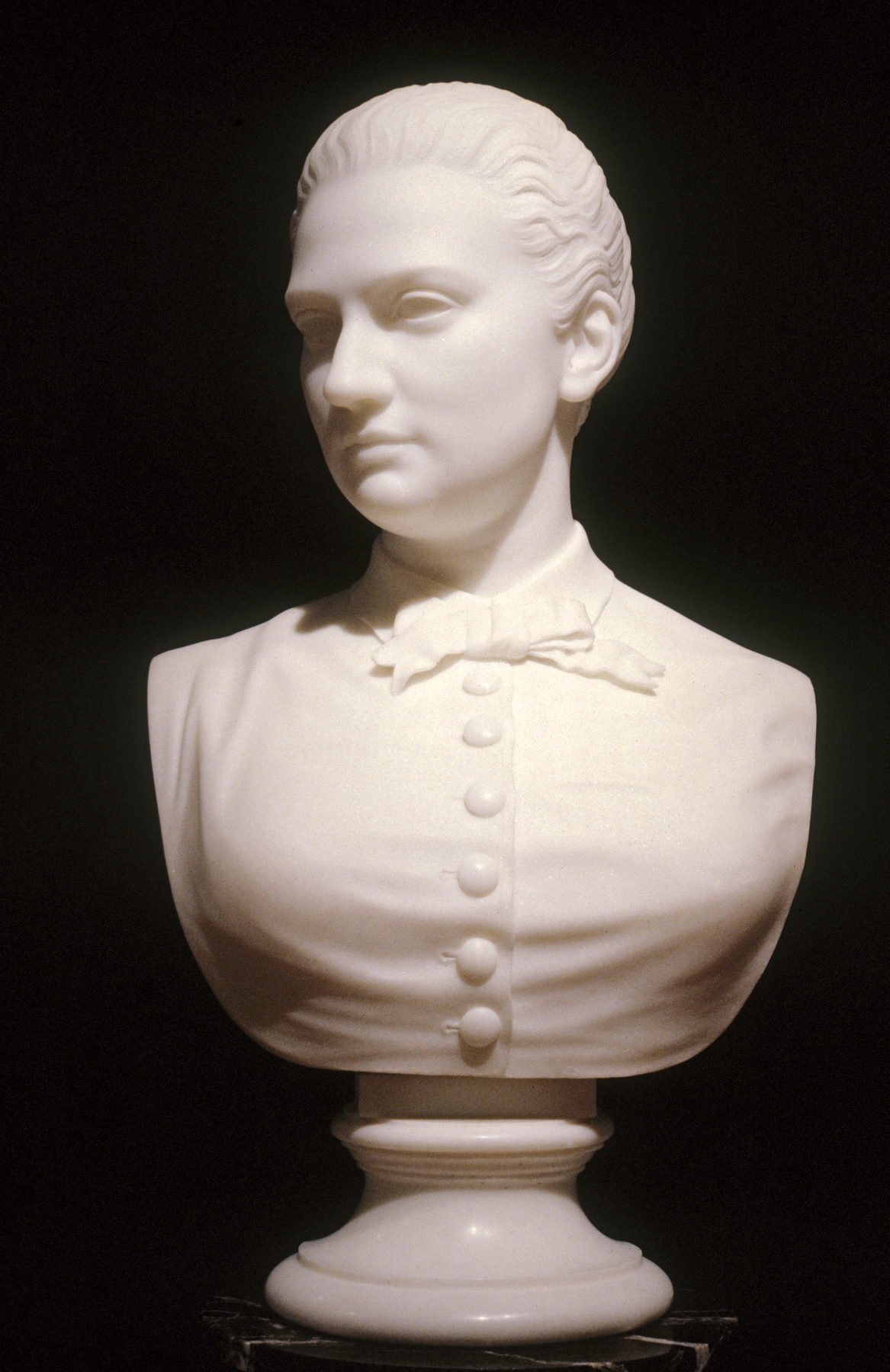
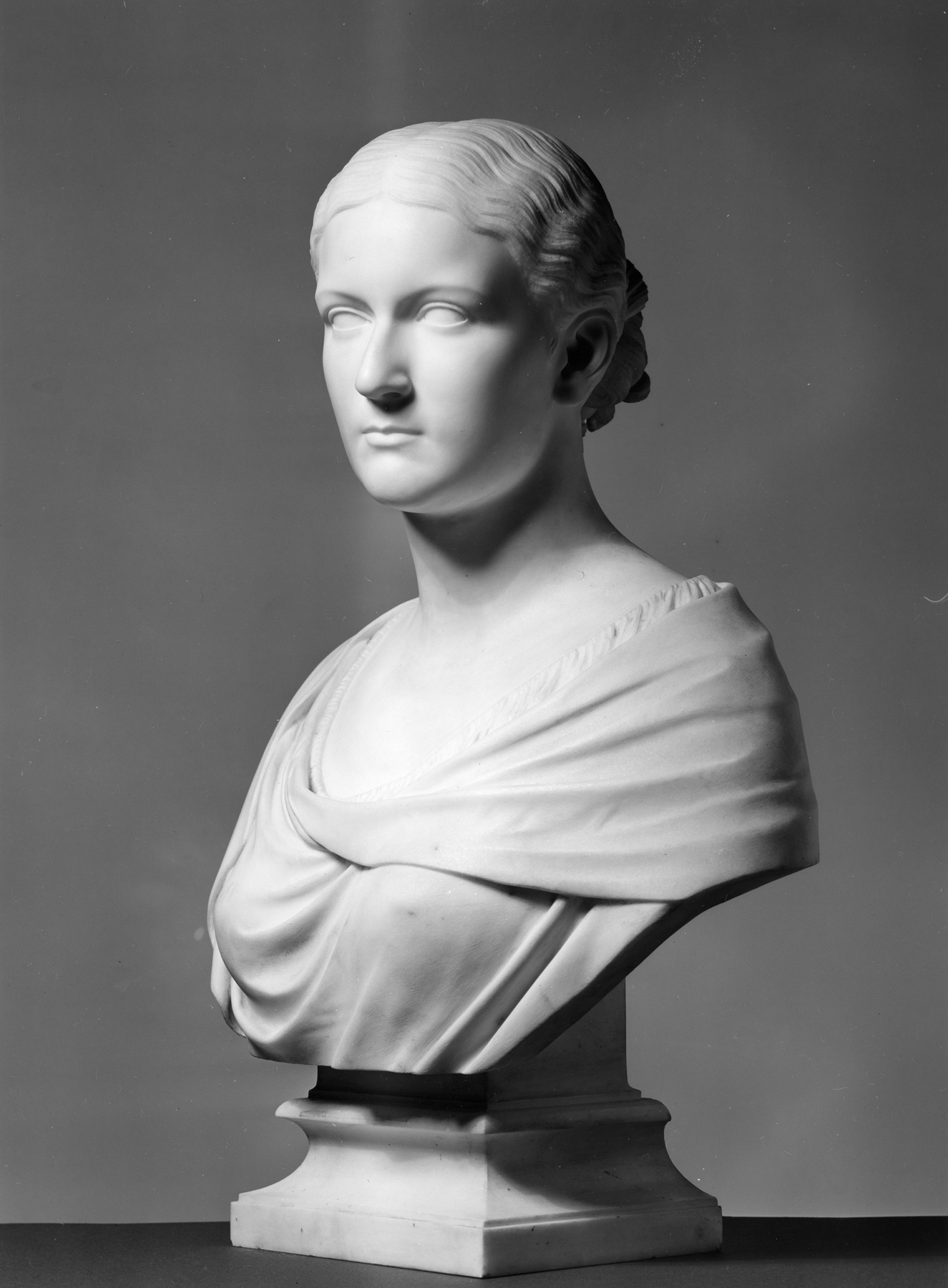
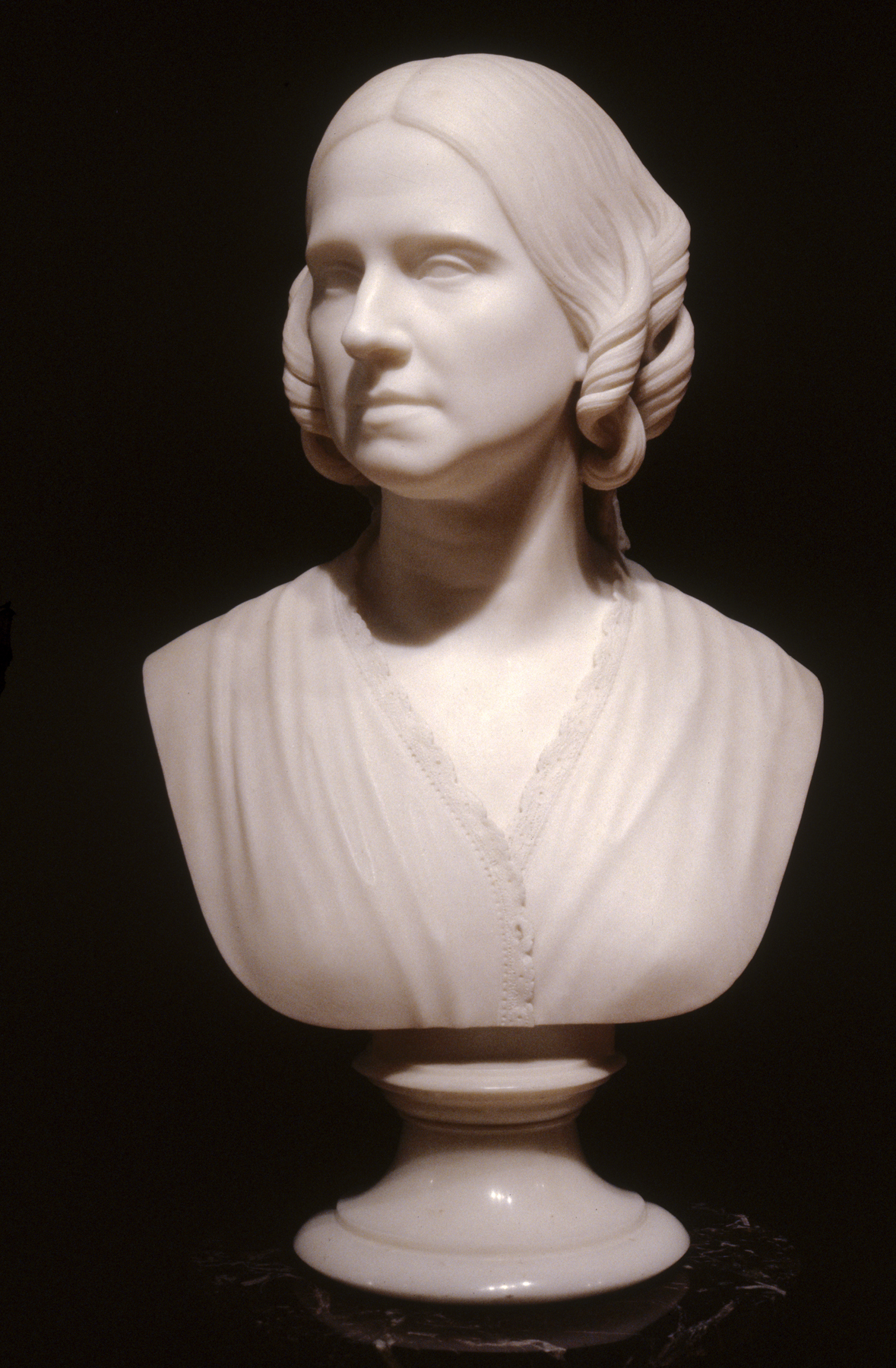
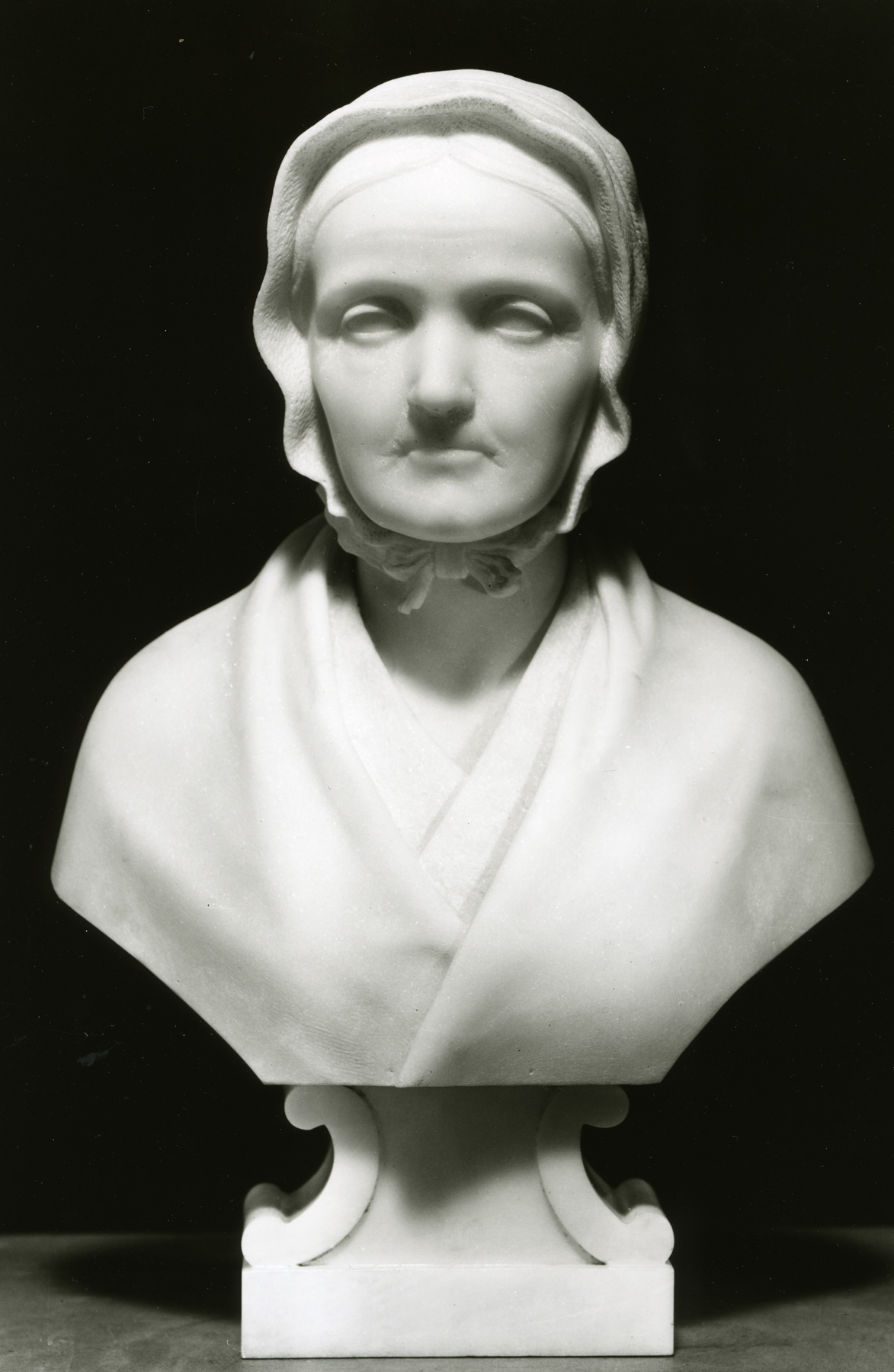